# Васильевские острова
Васильевские острова — архипелаг, который омывается с обеих сторон рекою Волгой. Архипелаг располагается в Безенчукском районе Самарской области в 45 км (если считать до острова Мордовинского) от Самары ниже по течению реки Волги между сел: Екатериновка, Владимировка, Кануевка, Александровка по левому берегу Волги; Переволоки, Малая Рязань, Брусяны, Кольцово и Мордово по правому берегу Волги.
Является памятником природы регионального значения, площадью 6214 га, из них под сенокосами 2155 га, лесом — 547 га, кустарником — 112 га, болотами — 245 га, песком 62 га, под водой — 3093 га. Находится в ведомстве Военно-Охотничьего Общества охотников и рыболовов Приволжско-Уральского военного округа (ВОО ПРИВО).
Васильевские острова появились из одного большого Васильевского острова, который исчез как единый физический объект после создания Саратовской ГЭС и Саратовского водохранилища в 1967—1968 годах в результате подтопления половины Васильевского Острова.